# 鄭州航海体育場
鄭州航海体育場(ていしゅうこうかいたいいくじょう、簡体字中国語: 郑州航海体育场, 英: Zhengzhou Hanghai Stadium)は、中国・河南省鄭州市にある多目的スタジアム。主にサッカーの試合で用いられている。
また中国サッカー・スーパーリーグ（中国甲級聯賽、国内リーグ1部に相当）に所属する河南建業のホームスタジアムである。
2002年に建立された。収容人数は30,000人。